# Braulio Leal
Braulio Antonio Leal Salvo, né le 22 novembre 1981 à Santiago, est un footballeur chilien qui évolue au poste de milieu de terrain avant de devenir entraîneur.

## Biographie

### En club
Braulio Leal joue plus de 400 matchs en première division chilienne, inscrivant plus de 40 buts. Il joue également cinq matchs en première division portugaise, sans inscrire de but.
Il joue également 46 matchs en Copa Libertadores (3 buts), et 4 matchs en Copa Sudamericana (0 but).
Il remporte au cours de sa carrière trois titres de champion du Chili.

### En équipe
Braulio Leal reçoit sept sélections en équipe du Chili entre 2009 et 2014.
Il joue son premier match en équipe du Chili le 29 mai 2009, en amical contre la Belgique (match nul 1-1). Par la suite, le 2 juin 2012, il joue un match contre la Bolivie rentrant dans le cadre des éliminatoires du mondial 2014 (victoire 0-2).

## Palmarès
- Champion du Chili en 2002 (Tournoi de clôture) et 2006 (Tournoi d'ouverture) avec Colo Colo ; en 2013 (Tournoi d'ouverture) avec O'Higgins
- Vainqueur de la Supercoupe du Chili en 2014 avec O'Higgins